# 아빠는 예쁘다
"아빠는 예쁘다"는 2019년에 개봉한 대한민국의 영화이다.

## 캐스팅
- 김명국 : 덕재 역
- 진선미 : 미자 역
- 손민지 : 정아 역
- 백서빈 : 승준 역
- 배진만 : 사쿠짱 역
- 양성우 : 예진아씨 역
- 김하영 : 황진이 역
- 김준섭 : 장만옥 역
- 박준성 : 철이 역
- 이정비 : 미애 역
- 김종인 : 재중 역
- 유성훈 : 윤호 역
- 권철 : 임 차장 역
- 허동원 : 박 대리 역
- 박준호 : 수민 역
- 허종오 : 포장마차 이모 역
- 이영순 : 포장마차 이모 역
- 이다혜 : 플래너 역
- 윤지연 : 여점원 역
- 조영은 : 신부 1 역
- 백용재 : 신랑 1 역
- 이유리 : 간호사 역
- 황시영 : 방송안내원 역
- 김진태 : 대기실 안내원 역
- 차민철 : 뉴스 앵커 (목소리) 역
- 이슬 : 여배우 역
- 한예지 : TV 리포터 역
- 이재화 : 행인 1 역
- 배지현 : 행인 2 역
- 정애경 : 사쿠짱 아내 역
- 박찬영 : 천 부장 역 (우정출연)
- 이지훈 : 김현우 역 (우정출연)
- 제연화 : 여자 아나운서 역 (우정출연)